# Мауэрс, Джонни
Джон Томас Мауэрс (англ. John Thomas Mowers; 29 октября 1916, Ниагара-Фолс — 7 декабря 1995) — канадский хоккейный вратарь, обладатель Кубка Стэнли 1943 года в составе «Детройт Ред Уингз», обладатель Везина Трофи 1943 года как лучший вратарь по итогам сезона.

## Биография

### Игровая карьера
Поиграв на любительском уровне в течение трёх сезонов за «Ниагару-Фоллс Катарктез», он перешёл в «Детройт Понтиакс», где своей игрой привлёк внимание клуба «Омаха Найтс», где он уверенно отыграл до конца сезона, показав один из лучших показателей по количеству отраженных бросков.
По окончании сезона 1940/41 перешёл в клуб НХЛ «Детройт Ред Уингз», где он заменил основного вратаря команды Тайни Томпсона. Став основным вратарём «Ред Уингз», за который он играл в течение трёх сезонов, выиграв в 1943 году Кубок Стэнли, а также взяв по итогам сезона Везина Трофи, как лучший вратарь по итогам сезона.
После службы в армии, он вернулся в «Ред Уингз», сыграв в сезоне 1946\47 7 игр, но уже не был основным вратарём, поскольку основным стал Харри Ламли. Мауэрес завершил карьеру по окончании сезона 1947/48, в котором он сыграл две игры за фарм-клуб «Индианаполис Кэпиталз».

### Смерть
Скончался 7 декабря 1995 года в возрасте 79 лет.